# Heinrich von Roeder (Landrat)
Heinrich Ludwig Alexander Viktor von Roeder (* 22. Juli 1910 in Charlottenburg; † nach 1964) war ein deutscher Landrat.

## Leben und Wirken
Er stammte aus dem evangelischen schlesischen Briefadelsgeschlecht von Roeder, das 1761 erstmals in Preußen als von Roeder erscheint. Sein Vater war der General der Infanterie Dietrich von Roeder (1861–1945), der in Dresden 1906 Ernestine Sofie Klara von Polentz geheiratet hatte. Der spätere Brigadegeneral der Bundeswehr Wilhelm von Roeder (1907–1972), vor 1945 Major im Generalstab, war sein älterer Bruder.
In der Militärlaufbahn brachte er es zunächst bis zum Leutnant der Reserve. Am 18. Dezember 1936 legte er die große Staatsprüfung ab, trat in den öffentlichen Dienst ein und wurde zum Regierungsrat ernannt. Zunächst arbeitete er bei den Landratsämtern Osnabrück und Niederbarnim und wechselte dann zum Oberpräsidenten. Vom Landratsamt Marienwerder kommend, wurde er als kommissarischer Landrat des Landkreises Strasburg (Westpr.) eingesetzt. Mit Wirkung vom 1. Juni 1942 übernahm er offiziell dieses Amt. Der NSDAP-Kreisleiter Konrad Sauer wurde 1943 sein Nachfolger als Landrat.
Nach dem Zweiten Weltkrieg war er Ministerialrat im Bundesministerium für Wirtschaft und wohnte in Bonn.
Er heiratete in Rudolstadt 1938 die promovierte Luise Irmengard von Baumbach (* 1914). Beide lebten längere Zeit in Marienwerder. Aus der Ehe gingen der in Prag geborene Sohn Albrecht von Roeder und drei Töchter hervor.